# Sirkka-Liisa Lonka
Sirkka-Liisa Lonka, född 27 januari 1943 i Kouvola, är en finländsk målare, tecknare och grafiker. 
Lonka studerade 1963–1967 vid Finlands konstakademis skola och bedrev grafikstudier där 1968 samt ställde ut första gången 1968. Hon vann i mitten av 1970-talet stor uppskattning bland annat för sina flyhänta interiör-, landskaps- och blomstermotiv i pastellteknik. Tavlorna var ofta i stort format och förvärvades av många museer och företag. Hon utförde arbeten även på beställning till offentliga utrymmen i Finland och utomlands. 
Småningom övergick Lonka från landskapen till abstrakta kompositioner. Intresset för det tredimensionella har hon förverkligat i sina pappersskulpturer, som hon vid sidan av marinmotiv utfört på senare tid. Från 1980-talet och framåt har hon rest omkring i många världsdelar, vandrat i regnskogar och savanner och dokumenterat sina upplevelser i ord och bild. Resorna, under vilka hon bland annat också studerat kalligrafi i Japan och Kina, väckte även hennes intresse för internationellt samarbete. En retrospektiv utställning av Lonkas pastellmåleri 1975–1992 hölls 1993 i Kouvola konstmuseum.